# Ласло Гуняді
Ласло Гуняді (угор. Hunyadi László, 1431 —16 березня 1457) — державний і військовий діяч Угорського королівства.

## Життєпис
Походив зі знатного угорського роду Гуняді. Старший син Яноша Гуняді, регента Угорщини, і Ержебети Сіладі. Народився 1431 року. Дитинство провів у трансильванських маєтностях батька, де навчався під проводом варадського єпископа Яноша Вітеса.
Замолоду став брати участь військових походах під орудою батька. 1448 року після битви на Косовому полі залишився на деякий час заручником при дворі сербського деспота Джураджа Бранковича.
У 1452 році стає жупаном Пожоні й членом угорської делегації, яка вирушила до Відня, щоб просити повернення до Угорщини короля Ласло V Габсбурга. У 1453 році він отримав посаду бана Хорватії та Далмації, а невдовзі посаду жупана Темеша. У 1455 на станових зборах в Буді через звинувачення графа Ульріха Циллі відмовився від всіх своїх титулів. Невдовзі Ласло був заручений з представницею магнатського роду Гараї.
Після смерті батька 1456 року був оголошений своїм ворогом капітан-генералом Угорщини Ульріхом Циллі, відповідальним за борги королівству, які нібито мав покійний батько. У жовтні 1456 року на станових зборах в Футозі Ласло зміг успішно захиститися від всіх звинувачень, так що Ульріх Циллі змушений був погодитися на примирення, обіцяючи захистити Ласло Гуняді за умови, що він здасть всі королівські замки, які він займає. Спочатку Ласло повинен був здати фортецю Нандорфехервар (Белград) в Сербії, де він був комендантом. Туди прибув король Ласло V і регент королівства Ульріх Циллі. 9 листопада 1456 року за нез'ясованих обставин вояки Ласло Гуняді в Нандорфехерварі вбили Ульріха Циллі в присутності самого короля. У тому ж році Ласло отримав посаду королівського шталмейстера. Угорський король змушений був дати обіцянку помилувати Ласло Гуняді.
1456 року король призначив Ласло Гуняді жупаном Тимішоари й Тренчина, лордом-скарбником і капітан-генералом королівства. 1457 року Ласло Гуняді було підступно арештовано в Буді. Його було звинувачено у змові проти короля, невдовзі засуджено до смертної кари і страчено на площі Святого Георгія 16 березня того ж року. За легендою кат тричі ударив Ласло, але той не загинув. За традицією король мав помилувати його, але Ласло V наказав вдарити вчетверте. Цього разу Ласло Гуняді було відрубано голову.